# ニーナとうさぎと魔法の戦車
『ニーナとうさぎと魔法の戦車』（ニーナとうさぎとまほうのせんしゃ）は、兎月竜之介による日本のライトノベル。イラストはBUNBUNが担当。集英社・スーパーダッシュ文庫より、2010年9月から刊行されている。第9回スーパーダッシュ小説新人賞大賞受賞作である（受賞時のタイトルは『うさパン! 私立戦車小隊／首なしラビッツ』）。また、薮口黒子による漫画化作品が『スーパーダッシュ&ゴー!』（集英社）2011年12月号（創刊号）から2013年4月号まで連載していた。また、続編として本作の数年後を描く『ミキとうさぎと機械の迷宮』が作者によりカクヨムに公開された。

## ストーリー
5年前、新型魔力爆弾の投下によって戦争は終結したかに思われた。だが戦争は、戦いは終わらなかった。魔力爆弾によって暴走した戦車は野良戦車と呼ばれ、人々を襲う脅威となった。
家族に人買いに出されたニーナは、戦車に乗せられ野良戦車と戦わされ続ける日々だった。そんな日々に耐えかねて村を逃げ出したニーナは長い逃走の果てに、あるパーティー会場にたどり着く。ニーナが盗み食いをしようとするのを止めたのは、そこで仲間の結婚式を行なっていた私立戦車隊『ラビッツ』の面々だった。生き延びるために大抵の悪事をしてきたニーナは、ラビッツの人々によって一時の安らぎを得、ドロシーによって本当に嫌うべきものが全ての元凶である「戦争」ということに気付かされる。そんな中、野良戦車の襲撃を伝える警報が鳴った。いまラビッツには砲手がおらず、かつてニーナは動力手を務めていた。私立戦車隊ラビッツの一員として、ニーナは再び野良戦車と戦うことになる。

## 登場人物
※声優はドラマCDのもの

### 主要人物
ニーナ
声 - 悠木碧
本作の主人公。12歳（本編開始時）。両親によって人身売買に出されたが、魔力爆弾が炸裂した時の混乱をつき脱走。国境沿いの辺境の町でジャコモの戦車団に拾われ動力手としてこき使われる日々を過ごしていたが、12歳の誕生日に起きたとあることがきっかけとなり逃走。南部の町で仲間の結婚式を行なっていたドロシー達に保護され、紆余曲折を経て『ラビッツ』の砲手に収まる。
ドロシー・クローゼル
声 - 川澄綾子
『ラビッツ』の戦車長。年齢は2○歳。当初は怪しげな魔法板の開発や使い道のない魔法板の購入に情熱を燃やしていたが、4巻にて市場の参加許可証を手に入れて以降は、農家として野菜を作って出荷することに熱を上げている。誰も殺さずに野良戦車を根絶して世界を平和にするという理想を掲げる。

キキラヤ・ヴィライネン
声 - 喜多村英梨
『ラビッツ』の接続手。愛称はキキ。活動のないときはアンフレックにある工場で整備工をしている。戦時中に右胸を負傷し、その傷の影響から魔力が出せない体となっている。
基本的には常識人だが、ドロシーのことを慕うあまりときに壊れ気味な発言をする。
エルザ・アドラバルト
声 - 戸松遥
『ラビッツ』の操縦手。活動のないときはパン屋でレジ打ちをしている。
実家はアーケシア帝国内でも有名な貴族であるアドラバルト家だが、戦時中の政府による選民政策に反対したため、政府軍によって両親を殺されており、彼女が唯一の生き残りである。
高貴な口調は、貴族としての誇りを保ちたい意志の表れであり、いずれはアドラバル家の再興を考えている。
クリスティーナ・オーランド
声 - 花澤香菜
『ラビッツ』の動力手。愛称はクー。活動のない時は五ヶ国語の翻訳業をしている他、趣味で自作小説も執筆している。全世界美少女くすぐり委員会の委員長だが、自分がくすぐられるのは弱い。辛いものが苦手。魔力爆弾の影響を受けて日中でも突然眠気が襲ってくる後遺症を負っている。眠りながら動力手としての魔力供給を行える稀な才能を持つ。
アメミヤ・サクラ
声 - 田村ゆかり
『ラビッツ』の家事を担当する毒舌メイド。許嫁だった男性や家族を魔力爆弾で亡くした過去を持つ。
アリス・マドガルド
『ラビッツ』メンバーの少女。活動のない時はニーナ同様ドクターの事務所でメイドとして働いている。
アドリオの娘の一人で、彼の行った魔力増大実験の被験者かつ唯一の成功者。その魔力は強大で、ニーナの代わりに砲手を務めた時は波動弾の魔法板が一発で破損したほどである。
その反面燃費は悪いらしく、大飯ぐらいである上、その膨大な魔力の制御技量が殆どないため、4巻のある一件以降はドクターから貰った特注品の魔力計測器を腕に嵌めている。
また、第二世代型野良戦車を操る（本人曰く『お願いをする』）ことができ、一時は彼らと山奥で生活することを望んでいた。
ドクター
本名はルドルフ・ハウザー。ニーナたちの暮らすアンフレックの町長。元軍医だが、共和国軍内にコネクション（本人曰く『貧弱なコネクション』）があり、謎が多い人物である。
ベアトリーチェ・カークランド
ドクターことルドルフ・ハウザーの秘書。ドクターに密かな好意を抱いており、髪型を変えたりリディアのコンサートに誘うなどドクターの気を引こうとしているが、そのことごとくが不発に終わっている。

### その他の登場人物
シンシア、モニカ
私立戦車隊「ピジョンズ」に所属する美人姉妹。姉のシンシアは戦車長を、妹のモニカは砲手を務めていたが、シンシアはポイントJでの戦いで戦死。以降はモニカが彼女の後を継ぎ戦車長を務めている。
公私共にラビッツの面々とは付き合いがあり、戦闘中においても連携プレーを見せることもある。
アドリオ・マドガルド
元タイラン合衆国軍大佐。『戦争を動かした十人』の1人であり、野良戦車が生まれた原因、かつ戦争終結の決め手となった新型魔力爆弾を投下した男。
有能な技術者でもあり、タイラン合衆国における魔導戦車の開発はほとんど彼の功績である。
テオドーレ・レーベンマイヤー
エンデ市の市長として市民の声を聞き改革に取り組む少女。戦争によって右目を失い眼帯をつけている。だがその裏で、『オリハルコン』を開発するためにジャコモら傭兵に人をさらわせては非人道的な実験をしていた。ニーナやアリスに友達になってほしかった。計画がラビッツにより頓挫した後、ラビッツとの戦いに敗れ愛するレオナルトと共に自害する。
レオナルト
テオドーレの近衛騎士。テオドーレにはぶっきらぼうだが、誰よりもテオドーレのことを理解し愛している。
フランカ
辺境の街でニーナと共に戦車乗りとして戦っていた女性。ボリタニア系の特徴である褐色の肌を持つ。革命家に恋をしていたことがあるらしい。
ジャコモ
幼いニーナを戦車乗りとしてこき使っていた悪党。
ソーニャ
ニーナの妹。自分のことを「ボク」と呼ぶ。少年のように活発。
リヒャルト・ヴォルフ
フィクシオ共和国軍中将。唯一解を求め、のし上がる男。国のトップに立ち、世界を自分の思想で統一することで争いをなくせると考えている。猫派。
エミリア・ローゼンアルト　
かつてクーが通っていた国立学園の先輩。魔法研究者としても著名で、名門貴族出身でもある。兄が研究していたが完成することのなかった幻の召喚魔法を、自分の手で現実のものにしようと試みる。7巻にて魔法の威力を飛躍的に高める魔法板の理論を思いつく。
アンネ・ミューラー
アドラバルト家の専属教育係であり、エルザ同様暗殺の手から逃れた数少ない人物。エルザが去ってからは家庭教師をしている。
ジーン
私立戦車隊『ピジョンズ』の砲手。シンシア死亡後に加わった新メンバー。元野盗で、エキゾチックな魅力を持つ。ラビッツの事務所を訪れると、なぜか食べ物をあさる。
カレン
「カレン・ザ・スピード」の二つ名を持つ一流レーサー。魔力を有さず、燃料戦車の操縦を得意とする。戦時中はボリタニア軍に所属していた。軍人時代のドロシーのことを知っている。
コルノ・ウェインズ
天才的な発明家にして、世界でも五指に入る大企業『コルノ・ウェインズ・インダストリー』の社長。サクラに一目惚れする。
リディア・セシーナ
『白い歌姫』とも呼ばれる世紀の歌い手。世界平和を歌で訴える。
アントニー・スプライカ
リディアのマネージャー。戦争孤児であるリディアの歌の才能を見出し歌手として育てた。
ヘルメス・ゲート
アドリオ同様、『戦争を動かした十人』の1人。マッドサイエンティストとして悪名高いが、頭痛薬から魔導戦艦に至るまで様々なものを作っており、アンフレックシステムは彼の開発作品の1つ。
エンデ西部にある研究所にて『オリハルコン』を研究していたが、研究半ばで研究施設を爆撃され、研究を放棄。このとき彼の片腕が瓦礫の中から見つかっており、彼は死んだかと思われていた。
しかし後に間一髪で爆撃を逃れていたことが判明しており、逃亡した先のシヴァレル連邦でアンフレックシステムの技術を用いた弾道計算型魔力ミサイルの開発に携わる。

## 作中用語
魔法板
表面に呪文を刻んだ特殊な金属板。歯で噛み、第二の心臓と呼ばれる右胸の奥深くに魔力を注ぐことで、その呪文に応じた魔法を発動させることが可能。
魔動戦車
魔法を原動力としている戦車。機動板と呼ばれる魔法板に魔力を注ぎ戦車を動かすエネルギーを補給する動力手、操縦板によって戦車を操作する操舵手がいる。また戦車には格納庫に様々な魔法板を積んでおり、ライブラリーと呼ばれるそれらを管理している接続手が、場面状況に応じ、あるいは戦車長の命令に従い搭乗員のマウスピースに繋がったコードを魔法板に接続する。主砲から攻撃用の魔法を放つ砲手、そして命令を下す戦車長の5人が一組となり戦車を動かしている。
野良戦車
新型魔力爆弾の投下により、暴走を始めた魔動戦車。思考力はほぼゼロに等しい。巣には魔力母体と呼ばれる物体があり、魔力を供給される限り半永久的に魔法を行使できる。
第二世代型野良戦車
ショベルカーやクレーンなど、戦車以外の機械類が本体となっている暴走戦車。人間や兵器よりも、建造物や山などを集中的に破壊する習性を持つ。
オリハルコン
あらゆる病気や怪我を治癒することが出来ると言われている伝説の魔法金属。精製には膨大な魔力を必要とし、また集中的にダメージを受けると消失するという欠点を持ち合わせている。
戦時中にヘルメスが開発していたが、研究施設を爆撃され研究を放棄。戦後、研究施設を発見したテオドーレによって秘密裏に研究が再開されたが、計画を知った共和国軍とラビッツらアンフレック特別中隊によってオリジナルごと消失している。
『首なしラビッツ』
私立戦車隊『ラビッツ』の尊称であり蔑称。どの戦いにおいても決して死体を出さない、つまり奪った首が1つもないことを意味する。

## 登場する国及び地域

### 世界の国々
フィクシオ共和国
　物語の主な舞台。アーケシア帝国と戦争をしていた。母語が無く三ヵ国語が使用されている。
アーケシア元帝国
エルザの祖国。戦時中に選民政策があった。ドロシーいわく、戦後は分割統治されているらしい。
シヴァレル連邦
ソルシャを支配し、圧制を敷いている社会主義国。フィクシオとは地続き。
ソルシャ共和国
ニーナの祖国。極北の小国で大陸の端の端。現在は大規模な内乱中。
フォースランド王国
クリスティーナの祖国。300年以上王政を敷いている。
秋津国
サクラの祖国。戦時中はアーケシアの同盟国だった。魔力爆弾の爆心地でもあり、その際に国土の半分が消失してしまった。
タイラン合衆国
アリスの祖国。兵器開発をマドガルドに頼りきりだったせいで新型の開発が遅れ気味。
ボリタニア
ドロシーの祖国。ドロシーやフランカ等のボリタニア系の人々は赤い髪や褐色の肌などの特徴を持つ。

### その他の国や地域
オニオール
シンシアとモニカの2人が戦時中に軍の救護班に所属していた。
ホルクス共和国
ラビッツの動力手探しの時に応募してきていた、とある動力手が在軍していた。キキいわく、国防軍のレベルが高いとのこと。
アンフレック
正式名称はフィクシオ共和国リサ地区アンフレック。城壁に囲まれた中規模程度の防衛都市で、迅速な消防活動が可能になるように他の都市より上下水道が発達している。アンフレックシステムという魔女百人の魔力を必要とする大規模な未来予知システムが地下にある。
なお、ニーナ達は南側外壁の外側に住んでおり、ポイントFに最も近いため、作中で何度か事務所放棄の事態に陥りかけている。
交易都市ドラス
アンフレックの南に位置している。
エンデ市
フィクシオ・シヴァレルの国境にある都市。テオドーレが市長を務めていた。
温泉地ナイサント
鉱山と温泉の街。秋津国の文化が見られる。

## 既刊一覧

### 小説
- 兔月龍之介（著） / BUNBUN（イラスト） 『ニーナとうさぎと魔法の戦車』 集英社〈スーパーダッシュ文庫〉、全8巻
  1. 2010年9月30日第1刷発行（9月25日発売[5]）、ISBN 978-4-08-630567-9
  2. 2011年1月30日第1刷発行（1月25日発売[6]）、ISBN 978-4-08-630589-1
  3. 2011年6月29日第1刷発行（6月24日発売[7]）、ISBN 978-4-08-630616-4
  4. 2011年10月30日第1刷発行（10月25日発売[8]）、ISBN 978-4-08-630644-7
  5. 2012年2月29日第1刷発行（2月24日発売[9]）、ISBN 978-4-08-630667-6
  6. 2012年6月27日第1刷発行（6月22日発売[10]）、ISBN 978-4-08-630681-2
  7. 2013年2月27日第1刷発行（2月22日発売[11]）、ISBN 978-4-08-630726-0
  8. 2013年6月30日第1刷発行（6月25日発売[12]）、ISBN 978-4-08-630741-3

### 漫画
- 兔月龍之介（原作） / BUNBUN（キャラクター原案） / 藪口黒子（作画） 『ニーナとうさぎと魔法の戦車』 集英社〈愛蔵版コミックス〉、全3巻
  1. 2012年4月30日第1刷発行（4月25日発売[13]）、ISBN 978-4-08-782428-5
  2. 2013年2月24日第1刷発行（2月19日発売[14]）、ISBN 978-4-08-782491-9
  3. 2014年2月24日第1刷発行（2月19日発売[15]）、ISBN 978-4-08-782750-7

## 番外編
- 本作の作者が販売した同人誌『憧れのクッキーハンター』に掲載されている番外編が本人により小説投稿サイトに投稿された。
  1. ニーナとうさぎと魔法の戦車番外編1 無銭飲食伝説[16]
  2. ニーナとうさぎと魔法の戦車番外編2 白百合のきみに[17]

## ドラマCD
『スーパーダッシュ&ゴー!』2012年2月号 特別付録ドラマCD（集英社、非売品・分売不可）には『ニーナとうさぎと魔法の戦車』1話（2ファイル、平松正樹脚本）だけでなく『パパのいうことを聞きなさい!』2話（2ファイル、原作者松智洋書き下ろし脚本）も収録されている。『ニーナとうさぎと魔法の戦車』のキャストはニーナ：悠木碧、ドロシー：川澄綾子、エルザ：戸松遥、クー：花澤香菜、キキ：喜多村英梨、サクラ：田村ゆかり、ジャスミン：植田佳奈、FT隊員：赤﨑千夏・優希・佐藤美由希。

### 『SD&GO!』創刊第2号特別付録ドラマCD
1. 『パパのいうことを聞きなさい!』 [13:39]
2. 『パパ聞き!』キャスト座談会 [24:10]
3. 『ニーナとうさぎと魔法の戦車』（前半） [17:57]
4. 『ニーナとうさぎと魔法の戦車』（後半） [17:14]